# 457P/Lemmon-PANSTARRS
Pour les articles homonymes, voir Comète Lemmon-PANSTARRS.
457P/Lemmon-PANSTARRS est une comète de la ceinture principale découverte le 19 juillet 2020 par le Mount Lemmon Survey et indépendamment le lendemain par Pan-STARRS 1. Elle avait alors reçu la désignation provisoire P/2020 O1 (Lemmon-PANSTARRS).
La comète a par la suite été retrouvée dans des observations remontant à 2016 et a par conséquent reçu également la désignation P/2016 N7.

## Orbite
L'orbite de P/2020 O1 (Lemmon-PANSTARRS) a un demi-grand axe de 2,65 unités astronomiques, une excentricité de 0,12 et une inclinaison de 5,22°.